# Georges Sabiron
Georges Sabiron, né le 22 décembre 1882 dans le 5e arrondissement de Paris et mort pour la France à Branges dans le département de l'Aisne le 29 mai 1918, est un poète français du XXe siècle. Son nom est inscrit au Panthéon dans la liste des 560 écrivains morts pour la France.

## Biographie
Georges Gustave Sabiron, né le 22 décembre 1882 près du Jardin des Plantes, au 7 rue Guy-de-la-Brosse à Paris, est le fils de Jean Marie Eugène Sabiron (1837-1896), négociant et d'Antoinette Marie Morel (1854-1891). Il a une sœur ainée, Louise, née en 1873.
Leur mère meurt au cours de l’année 1891 et ils perdent leur père cinq ans plus tard. Georges Sabiron n’a pas quatorze ans quand il devient orphelin. C'est donc sa sœur majeure, âgée de 23 ans, qui lui évite d'aller à l'orphelinat.
Il étudie au lycée Henri IV, puis à la faculté de droit de Paris, où il passe une licence ès lettres et un doctorat en droit. Son ami Jean Paulhan écrit : « Quand il eut passé sa licence, il se consacra entièrement aux lettres. Il était, depuis sa jeunesse, orphelin. Réfléchi et grave, il vivait assez seul. Il avait quelques amis, connaissait peu d'écrivains. Il habitait Montmartre, mais descendait prendre ses repas chez sa sœur, rue de l’Ancienne-Comédie. Il aimait sans réserve Victor Hugo. II aima plus tard Rimbaud. Quand la guerre commença, il travaillait à un roman, dont tous les personnages devaient être des animaux. Il avait publié des poèmes au Mercure de France, à La Vie, aux Soirées de Paris d’André Billy. Il écrivait difficilement : la méthode l’occupait autant que l’œuvre. Mais il avait parfois des explosions de joie, et, je pense, de génie ».
Incorporé en novembre 1903 pour faire son service militaire au 104e régiment d'infanterie, il est réformé en mars 1904 pour luxation de la rotule avec récidive.
Il collabore au Mercure de France,, à La Vie, aux Soirées de Paris et se lie avec l'écrivain et éditeur Jean Paulhan, à qui il écrit plusieurs lettres depuis les tranchées en 1917. Après la mort de Georges Sabiron, sa sœur demande à Jean Paulhan de publier les poèmes de son frères comme ils l'avaient convenu, ils constitueront Fragments d'un grand dessein.

Il écrit des haïku, poèmes d'origine japonaise extrêmement courts comme ceux-ci :
Elle a dit : oui. — Mais elle a répondu trop vite. — J'ai compris : non,.
L'obus en éclats. — Fait jaillir du bouquet d'arbres. — Un cercle d'oiseaux.
Malgré son genou qui le handicape, il décide de s'engager au service armé en février 1915. Il est affecté comme soldat de 2e classe au 149e régiment d'infanterie en septembre 1916, lorsque ce régiment participe à la bataille de la Somme dans sa partie Sud. Blessé il est évacué en décembre 1917.
En introduction de son recueil Fragments d'un grand dessein, il écrit cet avertissement en 1917 : « La guerre qui a interrompu l’œuvre et qui m'a pris comme soldat me donne le loisir de rassembler ces pages. Je les publie, certain que leur gravité n’est pas une offense au temps où nous vivons ».
Engagé avec la 3e compagnie de son régiment à l'assaut de la côte 140 dans la bataille de l'Aisne, Georges Sabiron, déclaré disparu, meurt des suites de ses blessures le 29 mai 1918 à l'Est de Branges, hameau rattaché à Arcy-Sainte-Restitue. Sa fiche de décès sur Mémoire des hommes indique le 7 août 1918, mais il s'agit en réalité de la date à laquelle son corps a été identifié et inhumé à l’endroit où il a été porté disparu, comme l'écrit Louise Sabiron à Jean Paulhan le 14 octobre 1918.
Sa sœur organise l'exhumation de son corps et son transfert au cimetière du Montparnasse le 22 mai 1922.

## Œuvres principales
- Fragments d'un grand dessein, poèmes rassemblés par Jean Paulhan, 1920[16]

## Hommages
- Le nom de Georges Sabiron est inscrit au Panthéon dans la liste des 560 écrivains morts pour la France[17].
- Son nom figure sur les plaques commémoratives 1914-1918 du lycée Henri IV et de la mairie du 6e arrondissement de Paris[18].
- En introduction des Fragments d'un grand dessein, Jean Paulhan écrit : « Par cet avertissement, Georges Sabiron présente les dix-huit poèmes achevés d'un long poème de poèmes qu’il projetait. Il songeait à les publier dès 1916 ; il avait choisi lui-même ce titre : Fragments d'un grand dessein. Ce sont plus encore aujourd’hui des fragments. "La guerre qui m’a pris…", disait-il. Mais il s’était engagé. Malgré l’appareil qui lui maintenait la rotule en place, il ne supportait pas la marche, et restait en arrière de ses camarades : "Soldat excellent au point de vue moral, déteslable au point de vue physique", dit une note de son commandant. Ses chefs demandaient qu’il fût envoyé à l’arrière : il demeura dans sa compagnie, la 3e du 149e de ligne, jusqu’au jour où ses camarades furent tués ou faits prisonniers, au combat d’Arcy-Sainte-Restitue, le 29 mai 1918. Lui fut tué »[3].
- A la sortie du premier tome de l'Anthologie des écrivains morts à la guerre en 1924, le critique littéraire André Billy écrit dans L'Œuvre : « Georges Sabiron, enfin, le plus ancien de mes amis, l'âme la plus détachée que j'aie connue, le corps le plus désarmé, celui dont la mort m'a donné la plus criante impression d'assassinat… »[19]